# Allport
Allport è una città nella contea di Lonoke, nello Stato americano dell'Arkansas.

## Geografia fisica
Allport si trova alle coordinate 34°32′22″N 91°47′06″W. 
Allport ha una superficie totale di 0,45 km² dei quali 0.45 sono di terra ferma e 0,0 km² sono di acqua.

## Società

### Evoluzione demografica
Secondo il censimento del 2010, vi erano 127 persone residenti in Allport. La densità di popolazione era di 281,81 ab./ km². Dei 127 residenti, Allport era composta da 5,51% bianchi, 94,49% erano afroamericani, 0% erano nativi americani, 0% erano asiatici, 0% erano delle Isole del Pacifico, 0% erano di altre razze.